# スーパープラネット
スーパープラネット（SUPER PLANETT）は、山佐から1990年に発売されたパチスロ機。山佐3号機第1弾。通称「スープラ」。1.5号機として同社が発売した、『プラネットV』の後継機である。

## 概要
当時3号機で裏モノが多く出回っていた頃でありながら、山佐パチスロ独自のゲーム性がファンに受け入れられ、約13万台を販売する大ヒット機種となった。裏モノ全盛期ゆえに裏モノ化した物も局地的には存在したが、他社機種が軒並み裏モノ化（3号機規定の特性上から、ゲーム性に乏しい機種が多数を占めていた）する中、比較的ノーマル機の比率が高い機種だった。

## 特徴
- ボーナス確率が高く、穏やかなゲーム性。ビッグとレギュラーでコインを増やす純Aタイプ。
- キャラクター図柄は目玉付きの土星。ボーナス図柄ではないが、ボーナス図柄の代用図柄としてリーチ目に関与する（ボーナスが成立している場合に揃いやすくなるが、低い確率で通常時でも成立する役のため、揃ってもボーナス確定ではない）。
- ビッグボーナス中の音楽はもろびとこぞりて。
- リーチ目は伝統の山佐パターンを採用。多くのリーチ目、チャンス目で楽しませた。
- ボーナス成立ゲームでは、リーチ目とは思えない出目や一定の法則を知らないと捨ててしまう可能性のある出目が非常に多く、また、ボーナス成立ゲームでしか出現しないものもある。有名なものでは「枠上7」。
- ボーナス成立後は等倍返しとして小役確率が上昇してコインが減りにくくなり、同時にチェリー付きリーチ目が出やすくなることからリーチ目に詳しくない人でもボーナス察知が容易になる（左チェリー付のボーナス絵柄＋右リール対角線上の7・土星・BARなど）。
- ビッグボーナス終了後は「フルーツゲーム」に突入。約35分の1のパンク抽選に当たるまで等倍返しと同じ状態になり、コインが減りにくくなる。このシステムは5号機などで多く見られるリプレイタイムの元祖という見方もある。
- ボーナス成立後は等倍返しを行う事で若干コインを増やすことが可能だが増やした状態でビッグボーナスをそろえた場合は獲得枚数が調整される。
- REG時は条件次第で枚数を1枚だけ多く獲得できる。（例として1～6G目のJACゲームの当たりが○×○○○×の後は7G目と8G目は左リール以外を押すことで1枚多く獲得できるが、最初の3Gが○××もしくは○○○の場合は1枚多く獲得することはできない）

## その他
本項については、全てパチスロ攻略マガジン掲載の開発者インタビュー『History of 山佐株式会社 前編』が出典。
- 前述のフルーツゲームは本機発売後、「不公平ではないか」という声が上がったことで搭載禁止になったため、本機限りの機能となった。
- 本機の7絵柄の原型は、日活興業の2号機『フルーツチャンス』（開発は山佐が行っている）のREG絵柄である。
- 本機のキャラクター絵柄が土星なのは、ソフトウェア開発担当者の趣味が天体観測だったからとされる。
- いわゆる「裏モノ全盛期」であった3号機時代においても山佐機種の裏モノが比較的出回らなかった理由として、開発関係者は「使用していたCPUが他社のものと違っていたからではないか」とコメントしている。「他社はZ80系を使用しておりそれが主流だったが、山佐はMC6800系を使用していた事で、業者が山佐機種の裏モノを作る場合は山佐専用のものを作らなくてはならないため、手を出しにくかったのではないか」とのこと。
- また、主流でなかったCPUを採用していた理由は裏モノ対策というわけではなく、単に「こちらのほうが便利だった」とのこと。

## ボーナス確率・機械割
| 設定 | BIG     | REG     | 機械割 |
| ---- | ------- | ------- | ------ |
| 1    | 1/300.6 | 1/331.0 | 94.8%  |
| 2    | 1/280.1 | 1/309.1 | 97.9%  |
| 3    | 1/262.1 | 1/290.0 | 101.0% |
| 4    | 1/246.4 | 1/270.8 | 104.1% |
| 5    | 1/232.0 | 1/252.1 | 107.1% |
| 6    | 1/226.0 | 1/206.1 | 111.0% |

※ メーカー発表の数値

## 後継機
- 2002年の4号機時代に『ネオプラネットXX』として生まれ変わった。『プラネット999』という仕様違いバージョンもある。

- 2016年の5号機で『スーパープラネットデラックス』が登場した。
  - 図柄はスーパープラネットに準じているが、ゲーム性やリーチ目は北電子のジャグラーシリーズに近い準完全告知のRT機である。
  - 成立ゲームもしくは次ゲームのベット時に告知が入る。なお、クレジット枚数が2枚以下の場合は必ず成立ゲームで告知が入る。また、次ゲームベットが選ばれた場合、ベットボタン以外でもコイン投入や清算ボタンでも告知が入る。
  - ボーナスが成立すると左リール横の土星役物が震えて現れ告知する。土星の役物の名前は「ぷるぷるプラネット」。
  - 違和感演出が搭載されており、違和感発生でボーナスが確定する。
  - ビッグボーナス後30ゲームは普段揃わないオレンジリプレイが揃うようになり、コインが減少しにくくなる。

- 2019年の5.9号機で『スーパープラネットSP』が登場した。
  - 今作は1枚役を使い、3号機のスーパープラネットをできるだけ再現しようとした意欲作である。いわゆる枠上7のリーチ目も再現している。
  - 通常時は小役の取りこぼしが発生しない。レギュラーボーナス中のみ、特定場所を停止すると取りこぼす可能性がある。
  - 通常時は3つのモードの中から好きなモードを選ぶことができる。
    - 出目モード　ボーナスに気が付かなくても数ゲームで告知が入る。
    - ボタンモード　チャンスボタンを押すことで好きな時にボーナスチェックができる。ボーナスに気が付かなくても数ゲームで告知が入る。
    - 出目モード・極　告知は一切入らない。ボーナスを揃えると成立から揃えるまで何ゲームかかったか教えてくれる。即揃いを続けると階級が上がっていくお楽しみ機能がある。

  - いつでも3種類(オリジナル、スーパープラネット、ネオプラネット)のサウンドを選ぶことができる。ボーナス時や通常時、払い出し音も変わる。